# Santuario nuragico di monte Sant'Antonio
Il santuario nuragico di monte Sant'Antonio  è un sito archeologico che si trova nel comune di Siligo, in provincia di Sassari. Il complesso, che si estende per una superficie di oltre due ettari, si trova nell'appendice settentrionale del tavolato di Monte Pelau, nella parte denominata monte Sant'Antonio nell'area a sua volta denominata Sa Cherchizza.

## Descrizione del complesso
Il complesso presenta fasi dalla fine del bronzo medio all'età del ferro. 
Il sito ospita un tempio a pozzo incluse le opere di canalizzazione delle acque, un ampio piazzale lastricato, un tempio a base rettangolare, un edificio a corridoio ed alcune parti di mura ciclopiche. 
Inoltre vi sono i nuraghi Cherchizza A ubicato all'estremità occidentale del vasto santuario, lungo i margini dell'altopiano e, a 250 m. a SE il Cherchizza B.
Il sito avrebbe costituito un punto di riferimento per la popolazione di una vasta area di territorio.
Dagli scavi effettuati nell'area sono stati recuperati dei manufatti in bronzo, fra cui una statuetta della dea madre, ma anche degli oggetti di ambra.
Negli anni 1988-89 il complesso è stato oggetto di scavi da parte di Fulvia Lo Schiavo e Anna Sanna, a seguito di devastanti episodi di vandalismo.